# 정주은
정주은 (1975년 11월 12일 ~ )은 대한민국의 배우이다. 중학생 때부터 학생잡지 모델 등으로 활동하였으며 1998년 SBS 공채 8기 탤런트로 정식 데뷔하였다.

## 학력
- 혜성여자고등학교
- 예원예술대학교 학사

## 출연 작품

### 드라마
- 1998년 SBS 일일연속극 《서울 탱고》
- 1998년 SBS 주말극장 《사랑해 사랑해》
- 1998년 SBS 아침연속극 《엄마의 딸》
- 1998년 SBS 미니시리즈 《바람의 노래》
- 1998년 SBS 드라마스페셜 《미스터Q》
- 1998년 SBS 주말극장 《로맨스》
- 1998년 SBS 일일연속극 《7인의 신부》
- 1998년 SBS 납량특집드라마 《성형미인》 ... 간호사 역
- 1998년 SBS 드라마스페셜 《승부사》
- 1998년 SBS 아침드라마 《포옹》
- 1998년 SBS 주말극장 《흐린 날에 쓴 편지》
- 1998년 SBS 월화드라마 《은실이》 ... 간호사 영숙 역
- 1998년 SBS 일일시트콤 《순풍산부인과》
- 1998년 SBS 청춘시트콤 《나 어때》
- 1998년 SBS 일일연속극 《미우나 고우나》
- 1999년 SBS 아침연속극 《지금은 사랑할 때》
- 1999년 SBS 일요드라마 《카이스트》
- 1999년 SBS 드라마스페셜 《청춘의 덫》
- 1999년 SBS 주말극장 《젊은 태양》
- 1999년 SBS 드라마스페셜 《토마토》
- 1999년 SBS 일일연속극 《약속》
- 1999년 SBS 주말극장 《파도》
- 1999년 SBS 아침연속극 《그녀의 선택》
- 1999년 SBS 청춘시트콤 《행진》
- 1999년 SBS 드라마스페셜 《해피투게더》
- 1999년 SBS 월화드라마 《고스트》
- 1999년 SBS 월화드라마 《맛을 보여드립니다》
- 1999년 SBS 일일연속극 《당신은 누구시길래》
- 1999년 SBS 추석특집드라마 《황제의 식탁》
- 1999년 SBS 아침연속극 《첼로》
- 1999년 SBS 일요아침드라마 《달콤한 신부》
- 2000년 SBS 주말극장 《왕룽의 대지》
- 2000년 SBS 드라마스페셜 《불꽃》
- 2000년 SBS 월화드라마 《사랑의 전설》
- 2000년 SBS 창사 10주년 특별기획 《덕이》
- 2000년 SBS 드라마스페셜 《팝콘》
- 2000년 SBS 아침연속극 《사랑과 이별》
- 2000년 SBS 드라마스페셜 《경찰특공대》
- 2000년 SBS 청춘시트콤 《골뱅이》
- 2000년 SBS 아침연속극 《용서》
- 2000년 SBS 의학드라마 《메디컬 센터》
- 2000년 SBS 월화드라마 《천사의 분노》
- 2000년 SBS 미니시리즈 《여자만세》
- 2001년 SBS 아침연속극 《이별 없는 아침》 ... 고행자 역
- 2001년 SBS 주간시트콤 《허니허니》
- 2001년 MBC 일일시트콤 《뉴 논스톱》 ... 소영주 역(단역)
- 2001년 SBS 주말극장 《아버지와 아들》
- 2001년 SBS 추석특집드라마 《엄마를 찾습니다》
- 2001년 SBS 일일연속극 《이 부부가 사는 법》
- 2002년 KBS2 아침드라마 《골목안 사람들》 ... 최영미 역
- 2002년 SBS 일일시트콤 《오렌지》 ... 클레이 사격 애호가 박일매 역
- 2002년 코미디TV 시트콤 《란제리》
- 2003년 KBS2 주말연속극 《보디가드》
- 2003년 SBS 단막극 《오픈드라마 남과 여 - 올가을엔 사랑할꺼야》 ... 수진 역
- 2004년 MBC 단막극 《베스트극장 - 편지》 ... 혜주 역
- 2004년 KBS2 단막극 《드라마시티 - 그녀가 바퀴벌레와 다른 점》 ... 이연 역
- 2006년 KBS2 아침드라마 《그 여자의 선택》
- 2010년 SBS 드라마스페셜 《산부인과》 ... 전재희 역
- 2010년 KBS2 미니시리즈 《부자의 탄생》 ... 윤 비서 역
- 2010년 MBC 수목드라마 《즐거운 나의 집》 ... 한희수 역
- 2011년 SBS 아침연속극 《장미의 전쟁》 ... 나미영 역
- 2011년 KBS2 미니시리즈 《동안미녀》 ... 김 팀장 역
- 2011년 ~ 2012년 SBS 일일연속극 《내 딸 꽃님이》 ... 윤혜진 역

## 광고
- 박카스 에프
- 농심 조청유과
- LG 119
- 신협